# 瀬里奈 (ゲーム)
『瀬里奈』（せりな）は、2004年7月23日に、アトリエかぐや TEAM HEARTBEAT が発売した18禁恋愛アドベンチャーゲームである。

## ストーリー
高阪直人は、半年前から失踪中の恩師の大学教授から一通の手紙を受け取る。手紙の内容に興味を持った直人は記されていた上森村に行くことを決意する。村はかなりの山奥にあり、交通手段も限られていて一日2本のバスが運行しているのみ。
長い時間待たされて乗ったそのバスの中で、彼は周防瀬里奈と知り合う。瀬里奈もまた手紙を受け取っていて、親や姉が住んでいる上森村に向かっていたのだという。
彼女と共に上森村を訪れたのだが、住民の態度がやけによそよそしい。おかしな雰囲気に戸惑いながらも、直人はフィールドワークを始める。
いつしか瀬里奈も行動を共にし始め、やがて二人の関係に変化が訪れる。

## 登場人物
高阪 直人（こうさか なおと）
本作の主人公。大学で民俗学を専攻している。幼いころに両親を亡くしている。
周防 瀬里奈（すおう せりな）
声 - 青山ゆかり
上森村に向かうバスの中で偶然知り合った女の子。小さいころは上森村に住んでいたのだが、そのことを覚えていない。現在は叔父夫婦と一緒に住んでいる。
周防 雪奈（すおう ゆきな）
声 - みる
瀬里奈の双子の姉。生まれてからずっと周防家の蔵に閉じ込められている。
周防 多香子（すおう たかこ）
声 - 歌織
瀬里奈と雪奈の母親。夫の京一がいなくなってから、周防家を一人で切り盛りしている。
仲本 チヨ（なかもと ちよ）
声 - 悠

周防 京一（すおう きょういち） 声：なし
瀬里奈と雪奈の父親。周防家の次期当主になるはずだったが、現在行方がわからなくなっている。
周防 介山（すおう かいざん）
声 - 恥女
周防家の現当主で瀬里奈と雪奈の祖父。
烏丸 茂二（からすま しげじ）
声 - 後野祭
瀬里奈の叔父。多香子の弟。柄が悪い。

## スタッフ
- 原画 - M&M
- シナリオ - 神無月ニトロ、もみあげルパンR、速水漣
- 音楽 - 吉田仁郎

## 関連商品
- 瀬里奈 ハーヴェストノヴェルズ ISBN 4-434-05075-3